# Α-Ketoglutarat-Dehydrogenase E1
α-Ketoglutarat-Dehydrogenase E1 ist das Enzym in Bakterien und Eukaryoten, das als E1-Untereinheit des α-Ketoglutarat-Dehydrogenase-Komplexes die Decarboxylierung von α-Ketoglutarat katalysiert. Diese Reaktion ist Bestandteil des Citratzyklus. Außerdem kann α-Ketoadipat decarboxyliert werden, was beim Abbau der Aminosäure Lysin notwendig ist. Der Proteinkomplex ist in den Mitochondrien lokalisiert. Seltene Mutationen im OGDH-Gen können zum E1-Mangel und dieser zur seltenen Ketoglutarazidurie (Oxoglutarazidurie) führen.

## Katalysierte Reaktion
Die Decarboxylierung von Ketoglutarat findet am Thiamin als katalytischem Zentrum statt, welches eine Atombindung mit Ketoglutarat bildet, so dass Succinyl-Thiamin-Pyrophosphat unter Abspaltung von CO2 entsteht.
 +  {\displaystyle \longrightarrow } 

{\displaystyle \longrightarrow }  + CO2 (R=OOC-CH2-CH2-)
Dieser Succinylrest (syn. Bernsteinsäure) des TPP wird von der α-Liponsäure übernommen (Oxidation). Sie ist an die Lipoat-DSLT-Untereinheit kovalent gebunden. Es entsteht S-Succinyl-Hydrolip(oat/onamid).
 +  {\displaystyle \longrightarrow }  +  (R=OOC-CH2-CH2-)
Damit verläuft die Reaktion äquivalent zur Decarboxylierung von Pyruvat durch die Pyruvatdehydrogenase E1.